# IC 4656
IC 4656 ist eine Spiralgalaxie vom Hubble-Typ Sc im Sternbild Altar am Südsternhimmel. Sie ist schätzungsweise 206 Millionen Lichtjahre von der Milchstraße entfernt.
Das Objekt wurde im Juli 1901 von DeLisle Stewart entdeckt.